# Búðardalurs flygplats
Búðardalurs flygplats är en flygplats i republiken Island. Den ligger i den västra delen av landet, 100 km norr om huvudstaden Reykjavik. Búðardalurs flygplats ligger 40 meter över havet.